# Summer Strike – Der eine Sommer
Summer Strike – Der eine Sommer (koreanischer Originaltitel: 아무것도 하고 싶지 않아; RR: Amugeotdo Hago Sipji Ana) ist eine südkoreanische Dramaserie, basierend auf dem Webtoon I Don't Feel Like Doing Anything von Joo Young-hyun. In Südkorea fand die Premiere der Serie am 21. November 2022 auf ENA statt. Im deutschsprachigen Raum wurde die Serie erstmals am 22. Februar 2023 von Netflix mit deutschen Untertiteln veröffentlicht. Die deutschsprachige TV-Premiere der Serie fand am 20. Januar 2024 auf dem Pay-TV-Sender RTL Passion statt.

## Handlung
Lee Yeo-reum erleidet im Moment einen Tiefschlag nach dem anderen. Erst läuft es auf der Arbeit nicht gut, dann wird sie von ihrem Freund verlassen und kurz darauf stirbt ihre Mutter bei einem tragischen Unfall. Lee Yeo-reum weiß nicht mehr, wo ihr der Kopf steht. Sie fühlt sich niedergeschlagen und ausgebrannt. Aus diesem Grund fasst sie einen Entschluss, der sich entscheidend auf ihr Leben auswirken wird: Sie kündigt ihren Job, kehrt dem Leben in der Großstadt den Rücken und möchte Abstand gewinnen, um an einem abgelegenen Ort neue Kraft zu tanken und wieder zu sich selbst zu finden. Und so verschlägt es sie schließlich in das kleine Küstendorf Angok. Dort trifft sie auf An Dae-beom, einen zurückhaltenden und stotternden Bibliothekar, der ebenfalls mit seiner Vergangenheit zu kämpfen hat und versucht, einen Weg für sich zu finden. Beide lernen sich im Laufe der Zeit besser kennen und fühlen sich durch ihre bewegenden Lebensgeschichten miteinander verbunden. Dabei lernen sie auch mehr über sich selbst und sind im Begriff, durch die heilende Kraft der Freundschaft und eines entschleunigten Lebens ein neues Kapitel in ihrem Leben aufzuschlagen. Doch zu diesem Zeitpunkt ahnen die beiden noch nicht, dass ihre Geschichte noch einige Enthüllungen und Wendungen für sie bereithält.

## Besetzung
| Rolle          | Schauspieler  |
| -------------- | ------------- |
| Lee Yeo-reum   | Kim Seol-hyun |
| An Dae-beom    | Yim Si-wan    |
| Kim Bom        | Shin Eun-soo  |
| Heo Jae-hoon   | Bang Jae-min  |
| Cho Ji-yeong   | Park Ye-young |
| Bae Seong-min  | Kwak Min-gyu  |
| Hwang Geun-ho  | Kim Yo-han    |
| Kwak Moo-cheol | Park Ji-hoon  |

## Episodenliste
| Nr. | Deutscher Titel       | Originaltitel | Erstausstrahlung (Südkorea) | Deutschsprachige Erstveröffentlichung (D/A/CH) |
| --- | --------------------- | ------------- | --------------------------- | ---------------------------------------------- |
| 1   | Frust                 | 1화           | 21. Nov. 2022               | 22. Feb. 2023 A 20. Jan. 2024⁠ B                |
| 2   | Spontane Entscheidung | 2화           | 22. Nov. 2022               | 22. Feb. 2023 A 27. Jan. 2024 B                |
| 3   | Unerwünscht           | 3화           | 28. Nov. 2022               | 22. Feb. 2023 A 3. Feb. 2024 B                 |
| 4   | Blackout              | 4화           | 29. Nov. 2022               | 22. Feb. 2023 A 10. Feb. 2024⁠ B                |
| 5   | Probleme, Probleme    | 5화           | 5. Dez. 2022                | 22. Feb. 2023 A 17. Feb. 2024⁠ B                |
| 6   | Der Besuch            | 6화           | 6. Dez. 2022                | 22. Feb. 2023 A 24. Feb. 2024⁠ B                |
| 7   | Gemischte Gefühle     | 7화           | 12. Dez. 2022               | 22. Feb. 2023 A 2. Mär. 2024 B                 |
| 8   | Die Reise             | 8화           | 13. Dez. 2022               | 22. Feb. 2023 A 9. Mär. 2024 B                 |
| 9   | Geheimnisse           | 9화           | 19. Dez. 2022               | 22. Feb. 2023 A 16. Mär. 2024 B                |
| 10  | Die zweite Chance     | 10화          | 20. Dez. 2022               | 22. Feb. 2023 A 23. Mär. 2024 B                |
| 11  | Botschaften           | 11화          | 26. Dez. 2022               | 22. Feb. 2023 A 30. Mär. 2024 B                |
| 12  | Letzte Schritte       | 12화          | 27. Dez. 2022               | 22. Feb. 2023 A 6. Apr. 2024 B                 |